# Хлєбзавод
Хлібзавод (рос. Хлебзавод) — галерея сучасного мистецтва в Києві. Заснована в червні 2016 Євгеном Валюком разом із Анастасією Діденко та Євгеном Штейном.

## Історія заводу
Цех в якому до 2020 працювала галерея, було побудовано невідомим архітектором у 1868 році на гроші Йогана Менцера, який відкрив там гуральню.
Хлібозавд № 7 став до ладу в 1926 році. За часів Другої Світової Війни обладнання було вивезено за межі України. Після звільнення міста завод почали відбудовувати, протягом 1955—56 років на ньому першим у СРСР почали випускати подовий хліб, у майбутньому — «Український». У 1948 підприємство увійшло до хлібокомбінату № 2 під назвою цех № 2. У 60-ті тривала активна переоснащення підприємства, було створено кондитерський цех та побудувано піч ФТЛ2.
Стратегічною продукцією підприємства було виробництво хліба: українського, подового. Що доби хлібокомбінат виробляв 70 тон хліба українського, 12 тон хліба пшеничного подового, 25 тон булочних та здобних виробів та 1,5 тон кондитерських виробів.
На початку 2000-х підприємство збанкрутувало, цехи колишнього хлібокомбіната № 2 на довгий час були покинуті.

## Передісторія створення галереї
Основною темою, що проблематизує «Хлібзавод», є радянська спадщина у повному спектрі її проявів — від історії, культури, архітектури до політики, пам'яті та менталітету співгромадян. Іншими характерними рисами діяльності самоорганізації є самоіронія та критика, як інституційна, так і усталених художніх процесів, а також дослідження та співраця з ініціативами та інституціями, що формально не належать до території мистецтва.